# Rhynchostegium collatum
Rhynchostegium collatum là một loài Rêu trong họ Brachytheciaceae. Loài này được (Hook. & Wilson) Broth. & Watts miêu tả khoa học đầu tiên năm 1912.